# ギゴン&ゴヤー
ギゴン&ゴヤー(GIGON & GUYER)はスイス生まれの建築家アネット・ギゴン（Annette Gigon, 1959年-）とアメリカ生まれの建築家マイク・ゴヤー（Mike Guyer, 1958年-）によって1989年にスイス、チューリッヒに設立された建築設計事務所。箱形などのシンプルな建築形態に、特徴ある素材や色を当てはめるという特有の建築手法を持つ。
アネット・ギゴンはヘルツォーク&ド・ムーロンの建築設計事務所、マイク・ゴヤーはレム・コールハースの主宰する建築設計事務所OMA(Office for Metropolitan Architecture)の出身である。

## 略歴
アネット・ギゴン
- 1959年 - スイス、ヘリザウに生まれる。
- 1984年 - チューリッヒのスイス連邦工科大学卒業。
- 1984年 - マルバッハ＆リュエッグ建築事務所に勤める。
- 1985年 - ヘルツォーク&ド・ムーロンに勤める。
- 1987年 - 独立。
- 1989年 - ギゴン&ゴヤーを設立。

マイク・ゴヤー
- 1958年 - アメリカ、コロンバスに生まれる。
- 1984年 - チューリッヒのスイス連邦工科大学卒業。
- 1984年 - レム・コールハース率いるOMAに勤める。
- 1987年 - 独立。
- 1987年 - スイス連邦工科大学においてハンス・コルホフ教授のもとで助手を務める。（-1988年）
- 1989年 - ギゴン&ゴヤーを設立。

## 作品
2000年
スーザンベルク通りの3つのアパート
2002年
チューリッヒ大学オーディトリアム
ブラムシェ・カルクリーゼ考古学博物館と公園
プフルジアリアル複合集合住宅の改修計画
複合集合住宅ブロエルベルクII
アッピスベルク職業訓練施設の増改築
2003年
チューリッヒの戸建住宅
具象美術の空間
2004年
カスターニエンバウムの古いヴィラ：改修と増築
ヘンツェ・アンド・ケテラーの美術品収蔵庫およびギャラリー
2007年
バーゼル美術館とラウレンツバウの改築
2009年（予定）
スイス交通博物館
2010年（予定）
プライム・タワー・オフィス・ビルディング